# Луцій Орбілій Пупілл

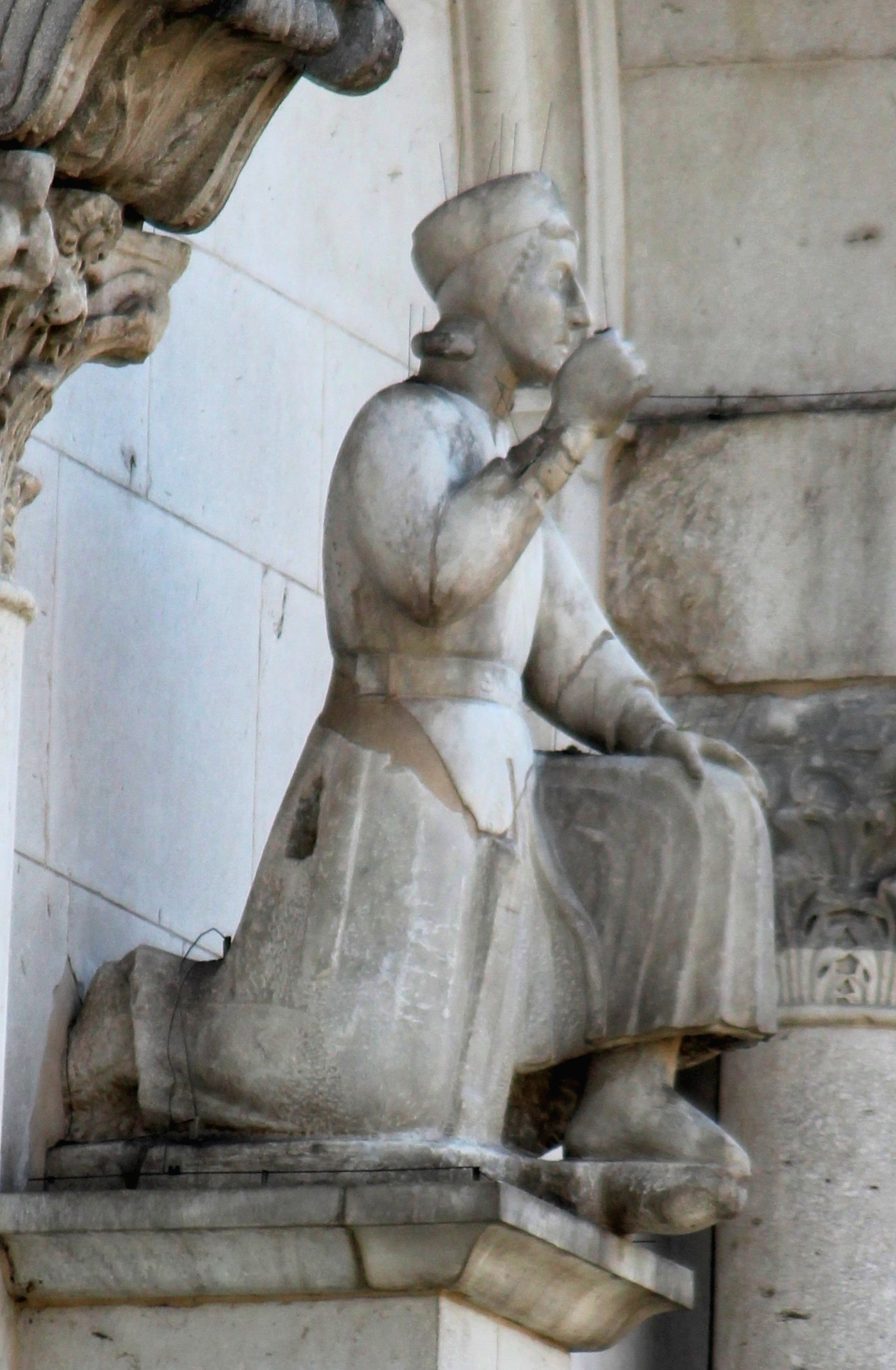
Статуя в Беневенті, яка, імовірно, зображає Орбілія

Луцій Орбілій Пупілл (лат. Lucius Orbilius Pupillus; бл. 113 до н. е. — 13 до н. е.) — давньоримський граматик I століття до н. е., викладач у граматичній школі.

## Біографія
Дев'ята глава твору «Про граматиків і риторів» римського історика Светонія є основним джерелом інформації про життя Орбілія. Народився він у кінці II століття до н. е. в італійському місті Беневенті в регіоні Кампанія. Його батьки загинули, імовірно, під час Союзницької війни (91—88 до н.е.). Орбілій займав дрібні чиновницькі посади у своєму місті, а згодом пішов до війська (невідомо, чи зробив це добровільно, чи був призваний). Служив у Македонії, отримав корнікулярія, а потім перейшов у кінноту. Після звільнення з армії відновив заняття наукою (Марія Сергеєнко вважає, що під час служби у війську він їх не припиняв) і тривалий час викладав у рідному місті.
На п'ятдесятому році життя (тобто в 63 році до н.е.) Орбілій переїхав до міста Рима, де відкрив свою граматичну школу. Загалом у ній навчалося близько 60 учнів. Він широко застосовував тілесні покарання для підтримання дисципліни, на що скаржиться поет Горацій, його учень:
|  | Все ж я і в гадці не маю відкинути геть чи спалити Лівія твори, хоч їх мені в голову прутом Орбілій Ще хлопчакові вбивав, лиш дивуюся, як їх вважають Мало що не досконалими, ба, ще й милуються ними! Оригінальний текст (лат.) Non equidem insector delendave carmina Livi esse reor, memini quae plagosum mihi parvo Orbilium dictare; sed emendata videri pulchraque et exactis minimum distantia miror. |

Попри свою широку славу, Орбілій провів життя в бідності. Дожив до ста років, наприкінці життя втратив пам'ять. Про останнє відомо з епіграми Бібакула:
|  | А де Орбілій, що абетку забув? Оригінальний текст (лат.) Orbilius ubinam est litterarum oblivio? |

За свідченням Светонія, в Беневенті Орбілію був поставлений мармуровий пам'ятник. У граматика залишився син Орбілій, який також викладав граматику.